# Элфонд, Гарольд
Гарольд Элфонд (6 марта 1914 — 16 ноября 2007) — американский филантроп, входящий в ТОП-10 по версии журнала Форбс. Основал обувную компанию Dexter.
Гарольд организовал первый частный фонд в штате Мэн, который выделяет более чем 100 млн долларов ежегодно на благотворительные цели. Также фонд распределяет деньги в различные колледжи США для модернизации их спортивных площадок и сооружений.
Благодаря фонду Гарольда Элфонда, начиная с января 2008 года, все новорожденные штата Мэн будут иметь право на получение субсидии 500 долларов США на оплату обучения в колледже.